# Mistrovství světa v biatlonu 2010 – smíšená štafeta
Smíšená štafeta na Mistrovství světa v biatlonu jako součást světového poháru sezóny 2009/2010 se konala v neděli 28. března 2010 v západosibiřském Chanty-Mansijsku. Závod smíšených štafet byl jedinou soutěží na mistrovství světa, neboť nebyl zahrnut do programu olympijských her ve Vancouveru. Zahájení závodu proběhlo v 13.15 hodin SEČ. Závodu se zúčastnilo 72 závodníků z 18 zemí.
Vítězem se stala štafeta Německa, která zvítězilo o více než minutu před druhým Norskem. Bronz brali Švédové.

## Výsledky
| Pořadí                    | Č. | Stát                                                                                     | Čas                                       | Střelba                                  | Ztráta  |
| ------------------------- | -- | ---------------------------------------------------------------------------------------- | ----------------------------------------- | ---------------------------------------- | ------- |
| Zlatá medaile             | 2  | Německo Simone Hauswaldová Magdalena Neunerová Simon Schempp Arnd Peiffer                | 1:18:17,4 18:36,0 18:32,7 20:44,7 20:24,0 | 0+5 0+1 0+2 0+1 0+1 0+0 0+0 0+0 0+2 0+0  | —       |
| Stříbrná medaile          | 4  | Norsko Ann Kristin Flatlandová Tora Bergerová Emil Hegle Svendsen Ole Einar Bjørndalen   | 1:19:41,4 18:58,5 19:31,0 20:44,6 20:27,3 | 0+2 0+4 0+0 0+1 0+1 0+2 0+0 0+0 0+1 0+1  | +1:24,0 |
| Bronzová medaile          | 5  | Švédsko Helena Jonssonová Anna Carin Olofssonová-Zideková Björn Ferry Carl Johan Bergman | 1:19:48,2 19:16,0 19:30,1 21:15,2 19:46,9 | 0+6 0+5 0+2 0+3 0+3 0+0 0+1 0+1 0+0 0+1  | +1:30,8 |
| 4.                        | 1  | Rusko Jana Romanová Olga Zajcevová Maxim Čudov Ivan Čerezov                              | 1:19:59,5 19:04,9 20:06,5 21:08,1 19:40,0 | 0+3 1+6 0+0 0+1 0+0 1+3 0+3 0+2 0+0 0+0  | +1:42,1 |
| 5.                        | 3  | Francie Marie-Laure Brunetová Sandrine Baillyová Simon Fourcade Martin Fourcade          | 1:20:25,6 19:24,0 20:22,4 20:14,6 20:24,6 | 0+6 0+3 0+2 0+0 0+3 0+1 0+0 0+1 0+1 0+1  | +2:08,2 |
| 6.                        | 6  | Ukrajina Oksana Chvostenková Vita Semerenková Sergij Sjednev Andrij Deryzemlja           | 1:20:41,7 18:50,6 20:04,2 21:05,4 20:41,5 | 0+3 0+7 0+0 0+0 0+2 0+2 0+0 0+2 0+1 0+3  | +2:24,3 |
| 7.                        | 9  | Česko Gabriela Soukalová Barbora Tomešová Michal Šlesingr Jaroslav Soukup                | 1:20:56,8 19:28,6 19:44,1 20:32,2 21:11,9 | 0+6 0+4 0+1 0+1 0+1 0+0 0+1 0+1 0+3 0+2  | +2:39,4 |
| 8.                        | 10 | Itálie Katja Hallerová Karin Oberhoferová Lukas Hofer Christian de Lorenzi               | 1:20:58,4 19:16,4 20:21,5 20:51,0 20:29,5 | 0+4 0+4 0+0 0+1 0+2 0+0 0+1 0+3 0+1 0+0  | +2:41,0 |
| 9.                        | 7  | Bělorusko Ludmila Kalinčiková Darja Domračevová Sergej Novikov Rustam Valiullin          | 1:21:50,4 19:20,8 19:28,2 21:21,1 21:40,3 | 1+3 0+6 0+0 0+1 0+0 0+2 1+3 0+1          | +3:33,0 |
| 10.                       | 8  | Slovinsko Dijana Ravnikarová Teja Gregorinová Janez Marič Klemen Bauer                   | 1:22:41,1 19:15,6 19:52,8 21:21,8 22:10,9 | 1+5 2+10 0+1 0+1 0+0 0+3 0+1 0+3 1+3 2+3 | +4:23,7 |
| 11.                       | 15 | Kazachstán Anna Lebeděvová Marina Lebeděvová Jan Savickij Sergej Naumik                  | 1:23:12,9 19:49,2 20:32,3 21:11,5 21:39,9 | 0+7 0+6 0+2 0+1 0+1 0+2 0+1 0+1 0+3 0+2  | +4:55,5 |
| 12.                       | 12 | Kanada Megan Tandyová Zina Kocherová Jean-Philippe Leguellec Brendan Green               | 1:23:56,8 20:08,4 21:01,7 22:00,1 20:46,6 | 0+1 2+10 0+0 0+3 0+0 1+3 0+1 1+3 0+0 0+1 | +5:39,4 |
| 13.                       | 17 | Švýcarsko Selina Gasparinová Elisa Gasparinová Benjamin Weger Thomas Frei                | 1:24:49,3 20:17,5 22:09,8 21:12,6 21:09,4 | 0+3 1+9 0+0 1+3 0+1 0+3 0+2 0+0 0+0 0+3  | +6:31,9 |
| 14.                       | 13 | Slovensko Jana Gereková Anastasia Kuzminová Pavol Hurajt Dušan Šimočko                   | 1:24:54,0 20:24,2 20:41,9 21:39,7 22:08,2 | 2+8 1+7 1+3 0+1 1+3 0+0 0+1 0+3 0+1 1+3  | +6:36,6 |
| 15.                       | 11 | Polsko Agnieszka Cylová Weronika Nowakowská Sebastian Witek Lukasz Witek                 | 1:25:04,5 19:19,3 19:13,4 22:53,2 23:38,6 | 0+5 1+5 0+1 0+0 0+0 0+0 0+2 0+2 0+2 1+3  | +6:47,1 |
| 16.                       | 18 | Bulharsko Nina Klenovská Emilia Jordanová Krasimir Anev Michail Kletčerov                | 1:25:34,7 20:18,0 21:55,2 21:43,9 21:37,6 | 0+7 1+8 0+1 1+3 0+3 0+2 0+3 0+1 0+0 0+2  | +7:17,3 |
| 17.                       | 16 | Estonsko Kadri Lehtlaová Eveli Saueová Daniil Steptšenko Priit Viks                      | 1:26:24,7 19:47,9 20:30,1 23:17,9 22:48,8 | 2+8 1+6 0+0 0+2 1+3 0+0 1+3 0+1 0+2 1+3  | +8:07,3 |
| 18.                       | 14 | Finsko Mari Laukkanenová Kaisa Mäkäräinenová Sami Orpana Marko Juhani Mänttäri           | 1:27:16,8 20:39,0 19:50,1 24:15,1 22:32,6 | 1+5 0+6 0+2 0+1 0+0 0+2 1+3 0+1 0+0 0+2  | +8:59,4 |
| Č. – startovní číslo týmu |    |                                                                                          |                                           |                                          |         |